# Narcissus nivalis
Narcissus nivalis là một loài thực vật có hoa trong họ Amaryllidaceae. Loài này được Graells mô tả khoa học đầu tiên năm 1854.